# (6732) 1992 CG1
(6732) 1992 CG1 (1992 CG1, 1938 FS, 1981 CC1, 1981 EX48, 1985 XJ2, 1987 FR1, 1989 TG9) — астероїд головного поясу, відкритий 8 лютого 1992 року.
Тіссеранів параметр щодо Юпітера — 3,207.